# The Happy Years
The Happy Years is een Amerikaanse filmkomedie uit 1950 onder regie van William A. Wellman. Het scenario is gebaseerd op de verhalen van Owen Johnson.

## Verhaal
De ouders van Dink Stover hebben het gehad met hun onhandelbare zoon. Ze sturen hem daarom naar een internaat. Daar wordt hij getreiterd door de oudere leerlingen. Dink geeft zich echter niet meteen gewonnen.

## Rolverdeling
| Acteur              | Personage             |
| ------------------- | --------------------- |
| Dean Stockwell      | Dink Stover           |
| Darryl Hickman      | Tough                 |
| Scotty Beckett      | Tennessee             |
| Leon Ames           | Samuel H. Stover sr.  |
| Margalo Gillmore    | Maude Stover          |
| Leo G. Carroll      | Old Roman             |
| Donn Gift           | Big Man               |
| Peter M. Thompson   | Samuel H. Stover jr.  |
| Jerry Mickelsen     | Cheyenne              |
| Mason Alan Dinehart | Coffee Colored Angel  |
| David Bair          | White Mountain Canary |
| Danny Mummert       | Butsey                |
| Eddie LeRoy         | Polar                 |
| George Chandler     | Johnny                |
| Claudia Barrett     | Dolly Travers         |